# Талдыкин, Григорий Игнатьевич
Григорий Игнатьевич Талдыкин, другой вариант отчества — Игнатович (1901 года, с. Малаховка, Графская волость, Бузулукский уезд, Самарская губерния — 1986 год, Новосергиевский район, Оренбургская область) — звеньевой колхоза «Красная Звезда» Ново-Сергиевского района Чкаловской области. Герой Социалистического Труда (1953).

## Биография
Родился в 1901 году в крестьянской семье в селе Малаховка Графской волости Бузулукского уезда Самарской губернии (ныне — Сорочинский район Оренбургской области).
Получил начальное образование. С семилетнего возраста трудился подпаском, с 1917 года — пастухом в селе Кодяковка. В 1919 году вступил в Красную Армию добровольцем.
В 1930 году был одним из организаторов колхоза «Красная звезда» Ново-Сергиевского района.
С 1941 года участвовал в Великой Отечественной войне. Воевал в составе 429-го миномётного полка 35-й миномётной бригады (429 минп 35 минбр).
После демобилизации возвратился в Оренбургскую область, где продолжил трудиться колхозным лесоводом в родном колхозе. Возглавлял лесоводческую бригаду, которая занималась возведением полезащитных лесонасаждений.
Указом Президиума Верховного Совета СССР от 7 сентября 1953 года «за высококачественное выполнение планов защитного лесоразведения и достижение высоких показателей по приживаемости и сохранности древесно-кустарниковых растений» удостоен звания Героя Социалистического Труда с вручением Ордена Ленина и золотой медали Серп и Молот.
Скончался в 1986 году.
Награды
- Герой Социалистического Труда
- Орден Ленина
- Медаль «За отвагу» (20.01.1945)
- Медаль «За победу над Германией в Великой Отечественной войне 1941—1945 гг.» (09.05.1945)